# Kabupaten de Bolaang Mongondow du Nord
Le Kabupaten de Bolaang Mongondow du Nord (Bolaang Mongondow Utara) est un district de la province de Sulawesi du Nord sur l'île de Sulawesi en Indonésie. Administrativement il est composé, depuis 2008, des sous-districts (Kecamatan) suivant : 
1. Bintauna
2. Bolaang Itang Barat
3. Bolaang Itang Timur
4. Kaidipang
5. Pinogaluman
6. Sangkub

Il ne comporte qu'une seule commune (Kelurahan) regroupant 76 villages (desa).

## Sources
1. ↑  « Site officiel de la province de Sulawesi du Nord »(Archive.org • Wikiwix • Archive.is • Google • Que faire ?)